# Albert Léon Guérard
Albert Léon Guérard, né à Paris le 3 novembre 1880 et mort à Palo Alto le 13 novembre 1959, est un historien et universitaire français ayant effectué la majeure partie de sa carrière aux États-Unis.

## Biographie
Albert Léon Guérard naît le 3 novembre 1880 à Paris. Historien, diplômé en lettres de l'École normale supérieure de Saint-Cloud, agrégé d'anglais, il s'installe aux États-Unis en 1906 pour y enseigner au Williams College, ainsi qu'à l'université Stanford à partir de 1907 en tant que professeur de littérature générale et comparée. Mobilisé durant la Première Guerre mondiale, il donne entre 1913 et 1924 des cours de français au Rice Institute, où il enseigne jusqu'en 1935. Auteur d'un grand nombre d'ouvrages, notamment sur l'histoire et la vie intellectuelle française, il écrit aussi bien en français qu'en anglais. Il prend sa retraite en 1946, avant de mourir le 13 novembre 1959 à Palo Alto, à l'âge de 79 ans.